# Televicentro (Nicaragua)
Televicentro (conocido como Canal 2) es un canal de televisión abierta nicaragüense lanzado en diciembre de 1965 por Octavio Sacasa Sarria. Sus oficinas principales se encuentran en la ciudad de Managua, en la 11.ª Avenida Suroeste. O bien de la Casa del Obrero 7 cuadras al sur, Residencial Bolonia.

## Historia
Televicentro de Nicaragua, S.A. fue fundado en diciembre de 1965 por Octavio Sacasa Sarria y el canal tuvo su primera transmisión en marzo de 1966. Este fue el segundo canal de televisión en Nicaragua, después de Canal 6 (que era propiedad de la familia Somoza). La primera transmisión en color tuvo lugar en 1973. En 1979, el canal fue expropiado por el gobierno comunista del FSLN y, junto con el Canal 6 propiedad de la familia Somoza, forma el Sistema Sandinista de Televisión el 10 de febrero de 1984.
En 1989, el gobierno sandinista devuelve el Canal 2 (Televicentro) a la familia Sacasa.
En 1990, Canal 2 inicia su emisión desde su local actual. Para operar en su segunda etapa, Canal 2 logró reunir a los principales empleados que trabajaron hasta 1979, conformándose al inicio a este grupo de 18. En la actualidad la empresa cuenta con 120 personas, trabajando con la misma armonía para el desarrollo de la empresa.

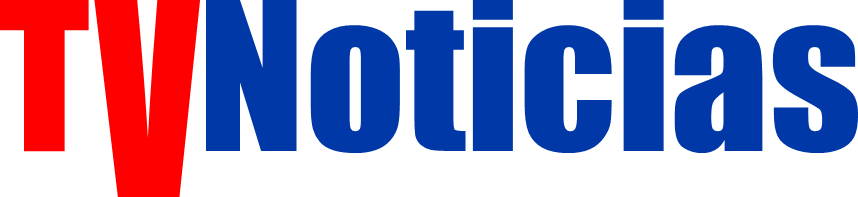
Logotipo original de TVNoticias. Actualmente se utiliza junto a un logotipo alternativo para el Branding del noticiero.

El 17 de abril de 1995 sale al aire la primera emisión del noticiero TVNoticias. 
En 1996, Canal 2 llegó a ser el primer canal de televisión centroamericano en tener su página oficial en internet. Los programas más populares del canal son: TV Noticias (informativo), Primera hora (programa matutino), telenovelas producidas principalmente en Brasil, México y Colombia, y series populares estadounidenses. Principalmente de las cadenas como NBC - PBS, Band, Televisa, Televen, Caracol TV, Telemundo, Globo y Azteca. 
En 2005, Canal 2 firmó un acuerdo con Canal 33 de Costa Rica con el propósito de transmitir emisiones nocturnas del Noticiero 22-22 de ese país.
En ese mismo año, Canal 2 y el Diario La Prensa se unen para crear el "Círculo virtuoso de la información", un proyecto que estaba destinado al fortalecimiento de sus servicios informativos. A raíz de esta alianza se crea el programa de opinión matutino Primera Hora.
En ese mismo año se fundó el noticiero 22-22 con ediciones a la 1:00 p.m. y a las 5:00 p.m.
En 2006, Canal 2 inició sus transmisiones en vivo por internet. Esta transmisión incluye todos los programas producidos en el país, y se puede acceder ingresando a la página oficial de la televisora.
A finales de 2011, Octavio Sacasa dijo que "el canal no está en venta", en medio de crecientes preocupaciones de que se concretara la venta de Televicentro a Albavisión, pues en círculos empresariales circularon otras versiones de la misma historia, sobre supuestas negociaciones entre Sacasa y Ángel González. González y Sacasa fueron socios comerciales en Estados Unidos en los años 80, hasta convertirse en archirrivales a principios de la década de 1990, cuando Sacasa reasumió el control de Televicentro.
En 2014, la redacción del noticiero TVNoticias pasó a manos de Maurice Ortega, alineándola con el punto de vista del gobierno.

## Programación
Televicentro cuenta con programación producida así como algunas animación y entretenimiento. 
Algunos de sus programas emitidos son:

### Programas nacionales
- TVNoticias
- Revista Primera Hora
- Luces, cámara y sazón desde tu cocina

### Programas infantiles
- La casa de Mickey Mouse
- 3, 2, 1 ¡vamos!
- Pucca
- La sirenita
- La abeja Maya
- Manny a la obra
- Doctora Juguetes
- Princesita Sofía
- Elena de Ávalor
- Jason y los Héroes del Monte Olimpo
- Jake y los piratas del país de Nunca Jamás
- Star vs. las Fuerzas del Mal
- Lloyd en el Espacio
- Lilo y Stitch
- Stitch!
- Miles del mañana
- X-Men
- Marvel Anime: Wolverine
- Marvel Anime: Blade
- Marvel Anime: Ironman
- La pantera rosa
- La pantera rosa y sus hijos
- La pandilla de la pantera rosa
- Henry Monstruito
- Gravity Falls: un verano de misterios
- El Chavo animado
- El Chapulín Colorado animado
- Pecezuelos
- Guardianes de la Galaxia
- ¡Buena suerte, Charlie!
- Los hechiceros de Waverly Place
- Mech-X4
- Zeke y Luther
- Aaron Stone
- Lab Rats
- Lab Rats: Fuerza Élite
- Los Guerreros Wasabi
- Austin & Ally
- Hannah Montana
- Agente K.C.
- Atrapada en el medio
- Jessie

### Programas extranjeros
- El Gordo y la Flaca
- Primer Impacto
- CNN en Español
- Noticiero Univision Edición Nocturna

### Series extranjeras
- Soy Luna
- Estrella de Amor
- Loquito por ti
- Diseñando tu amor
- La gloria de Lucho
- Nuevo Sol
- Dulce ambición
- Querer sin límites
- La niña
- Bandolera
- Revenge
- Núm3r0s
- Flashpoint
- Mentes criminales
- Lo que la gente cuenta
- Battle Creek
- The Mob Doctor
- Drop Dead Diva

### Programas musicales
- Sintoniza 2

### Programas entrenimiento
- Top Model
- El conciertazo
- Saber y ganar
- A otro nivel
- Guinness récords oficialmente asombrosos
- A pura risa

### Bloques de películas
- Cine de la tarde